# København (dokumentarfilm)
|  | Denne artikel er oprettet af botten Steenthbot ud fra en ekstern database. Den kan derfor have sproglige fejl eller mangler. Denne skabelon kan fjernes efter kontrol af indholdet. |

 For alternative betydninger, se København (flertydig). (Se også artikler, som begynder med København)
København er en dansk dokumentarfilm fra 1967 instrueret af Geoffrey Jones.

## Handling
Turistfilm om København beregnet til det engelsktalende marked.